# Liste der Kulturgüter in Oberentfelden
Die Liste der Kulturgüter in Oberentfelden enthält alle Objekte in Oberentfelden im Kanton Aargau, die gemäss der Haager Konvention zum Schutz von Kulturgut bei bewaffneten Konflikten, dem Bundesgesetz vom 20. Juni 2014 über den Schutz der Kulturgüter bei bewaffneten Konflikten sowie der Verordnung vom 29. Oktober 2014 über den Schutz der Kulturgüter bei bewaffneten Konflikten unter Schutz stehen.
Objekte der Kategorie A sind im Gemeindegebiet nicht ausgewiesen, Objekte der Kategorie B sind vollständig in der Liste enthalten, Objekte der Kategorie C fehlen zurzeit (Stand: 1. Januar 2023). Unter übrige Baudenkmäler sind weitere geschützte Objekte zu finden, die in der Bau- und Nutzungsordnung der Gemeinde verzeichnet und nicht bereits in der Liste der Kulturgüter enthalten sind.

## Kulturgüter
| Foto |                                                                                   | Objekt                                      | Kat. | Typ | Standort                                    | Beschreibung |
| ---- | --------------------------------------------------------------------------------- | ------------------------------------------- | ---- | --- | ------------------------------------------- | --- |
| BW   | Datei hochladen · Wikidata zu Römischer Gutshof (Q17041700)                       | Römischer Gutshof KGS-Nr.: 00198            | B    | F   | Muracher 646500 / 244198                    | Überreste einer römischen Villa rustica. Bewohnt vom 1. bis 4. Jahrhundert, 1915 erstmals systematische Grabungen. Bestehend aus Herrenhaus und verschiedenen Ökonomiegebäuden, umgeben von einer Mauer.                                                                                      |
| ja   | Datei hochladen · Wikidata zu Reformierte Kirche (Q2136978)                       | Reformierte Kirche KGS-Nr.: 15634           | B    | G   | Bahnhofstrasse 5 646004 / 245302            | In den Jahren 1864 bis 1866 nach Plänen von Ferdinand Stadler erbautes Kirchengebäude, in einem Übergangsstil zwischen Spätklassizismus und Neuromanik. Breit gelagerte Anlage mit basilikaler Raumordnung (hohes Mittelschiff und zwei niedrigere, durch Rundbögen getrennte Seitenschiffe). |
| BW   | Datei hochladen · Wikidata zu Alte Schmiede (Q29580221)                           | Alte Schmiede KGS-Nr.: 15631                | B    | G   | Aarauerstrasse 6 645944 / 245334            | 1828 erbaute Schmiedewerkstatt. Nahezu quadratischer, zweigeschossiger Satteldachbau mit gemauertem Sockelgeschoss. |
| BW   | Datei hochladen · Wikidata zu Ehemalige Untervogtei (Q29580227)                   | Ehemalige Untervogtei KGS-Nr.: 15632        | B    | G   | Suhrerstrasse 16 646078 / 245367            | 1778 erbautes zweistöckiges Wohnhaus, ursprünglich Sitz des Untervogts. Regelmässig verteilte Stichbogenfenster, geknicktes Satteldach, südseitig mit Ründe. |
| BW   | Datei hochladen · Wikidata zu Ehemalige Mühle und Speicher (Q29580225)            | Ehemalige Mühle und Speicher KGS-Nr.: 15633 | B    | G   | Schönenwerderstrasse 4, 4.1 645896 / 245287 | 1594 erbaute Mühle. Breitbehäbiger Giebelbau unter Krüppelwalmdach. Daneben hölzerner Getreidespeicher aus dem 18. Jahrhundert in Ständerbauweise. |
| BW   | Datei hochladen · Wikidata zu Fuchsrain jungsteinzeitliches Refugium (Q105750582) | Fuchsrain KGS-Nr.: 15635                    | B    | F   | 647361 / 245100                             | jungsteinzeitliches Refugium |
| BW   | Datei hochladen · Wikidata zu Walther-Haus (Q29580235)                            | Walther-Haus KGS-Nr.: 15636                 | B    | G   | Köllikerstrasse 34 645583 / 244817          | Von 1811 bis 1815 für Daniel Lüscher erbautes Wohnhaus. Klassizistischen zweigeschossiges Gebäude unter breit vorkragendem Walmdach. |

## Übrige Baudenkmäler
| ID | Foto |                 | Objekt                                                | Typ | Standort                             | Beschreibung |
| -- | ---- | --------------- | ----------------------------------------------------- | --- | ------------------------------------ | ------------ |
| 5  | BW   | Datei hochladen | Tavernenschild am Gasthaus zum Engel (18. Jh.)        | K   | Dorfstrasse 3 645950 / 245235        |              |
| 11 | BW   | Datei hochladen | Gasthaus zum Engel mit Scheune und Saal (17./19. Jh.) | G   | Dorfstrasse 3 645952 / 245239        |              |
| 12 | BW   | Datei hochladen | Ehemaliges Gasthaus zum Engel (17. Jh.)               | G   | Dorfstrasse 14 645925 / 245131       |              |
| 13 | BW   | Datei hochladen | Ehemaliges Schul- und Gemeindehaus (1831)             | G   | Aarauerstrasse 13 645897 / 245428    |              |
| 14 | BW   | Datei hochladen | Turnhalle Dorf (1906)                                 | G   | Turnhallenweg 1 646021 / 245409      |              |
| 17 | BW   | Datei hochladen | Bauernhaus (1822)                                     | G   | Bergstrasse 35 646334 / 244944       |              |
| 18 | BW   | Datei hochladen | Ehemaliges Fabrikgebäude (1834, Kopfbau Ost)          | G   | Muhenstrasse 50 646050 / 244577      |              |
| 19 |      | Datei hochladen | Sodbrunnen                                            | K   | Sagigut                              |              |
| 20 | BW   | Datei hochladen | Schulhaus Dorf (1905/06)                              | G   | Aarauerstrasse 645958 / 245397       |              |
| 21 | BW   | Datei hochladen | Restaurant Freihof (um 1890/1900)                     | G   | Dorfstrasse 2 645920 / 245188        |              |
| 23 |      | Datei hochladen | Drei Glocken des Geläuts der Pfarrkirche (1639/1696)  | K   | Bahnhofstrasse                       |              |
| 24 | BW   | Datei hochladen | Wohnhaus (1755) mit Brunnen                           | G   | Suhrgasse 14 646947 / 244767         |              |
| 25 | BW   | Datei hochladen | Hochstudhaus (17. Jh.)                                | G   | Wallenlandstrasse 17 644662 / 245171 |              |
| 26 | BW   | Datei hochladen | Hochstudhaus (17. Jh.)                                | G   | Wallenlandstrasse 25 644582 / 244990 |              |
| 27 | BW   | Datei hochladen | Hochstudhaus (18. Jh.)                                | G   | Wallenlandstrasse 27 644616 / 244915 |              |
| 28 | BW   | Datei hochladen | Bauernhaus (um 1800)                                  | G   | Suhrgasse 2 647094 / 245329          |              |
| 29 |      | Datei hochladen | Erdwerk Fuchsrain                                     | F   | Koordinaten fehlen! Hilf mit.        |              |
| 30 |      | Datei hochladen | Hohlweg Fuchsrain                                     | F   | Koordinaten fehlen! Hilf mit.        |              |
| 31 |      | Datei hochladen | Hohlweg oberhalb Chli-Ebni                            | F   | Koordinaten fehlen! Hilf mit.        |              |
| 32 |      | Datei hochladen | Ehemaliger Steinbruch oberhalb Chli-Ebni              | F   | Koordinaten fehlen! Hilf mit.        |              |
| 33 |      | Datei hochladen | Hohlweg Holgass                                       | F   | Koordinaten fehlen! Hilf mit.        |              |
| 34 |      | Datei hochladen | Ehemaliger Steinbruch Königsacher                     | F   | Koordinaten fehlen! Hilf mit.        |              |
| 35 |      | Datei hochladen | Hohlweg Vogelsang                                     | F   | Koordinaten fehlen! Hilf mit.        |              |

Legende: Siehe Legende der Liste der Kulturgüter von nationaler und regionaler Bedeutung. Anstelle der KGS-Nummer wird als Objekt-Identifikator (ID) die Inventar- oder Gebäudenummer in der Bau- und Nutzungsordnung der Gemeinde verwendet.